# Wildau
Wildau (pronunciación en alemán: /ˈvɪldaʊ̯/ⓘ) es un municipio alemán del estado de Brandeburgo, localizado en el distrito de Dahme-Bosque del Spree. Está localizado cercano a Berlín y fácilmente accesible con el tren suburbano S-Bahn. El 31 de diciembre de 2018 su población era de 10,303 habitantes con una tendencia creciente.

## Historia

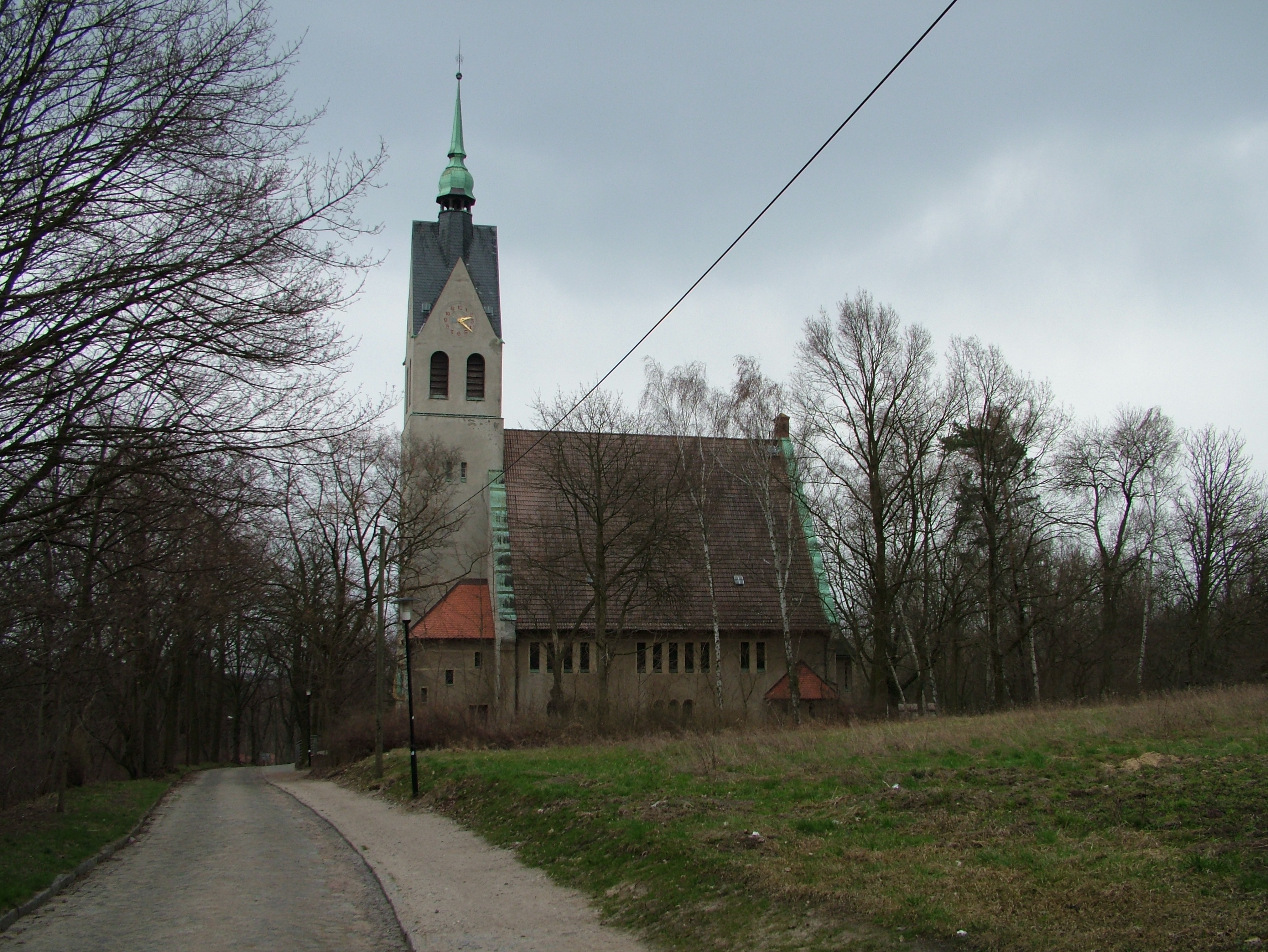
La iglesia de Wildau

La historia de Wildau empezó con las familias de pescadores que se asentaron junto al río Dahme y comenzaron a enviar arena, grava y ladrillos de la región por barco a Berlín.
La ingeniería mecánica puso a Wildau en el mapa como emplazamiento para la industria. En 1897, la compañía Schwartzkopff GmbH estableció aquí una fábrica de locomotoras, y construyó alojamientos para albergar a los trabajadores de la fábrica, alojamientos que hoy en día son patrimonio cultural. Durante la Segunda Guerra Mundial, las fábricas locales se dedicaron a la producción de armamentos. Después de la guerra, se convirtió en una empresa estatal de ingeniería pesada de la República Democrática Alemana. Tras la unificación alemana, la mayoría de las fábricas fueron cerradas por el Treuhand.

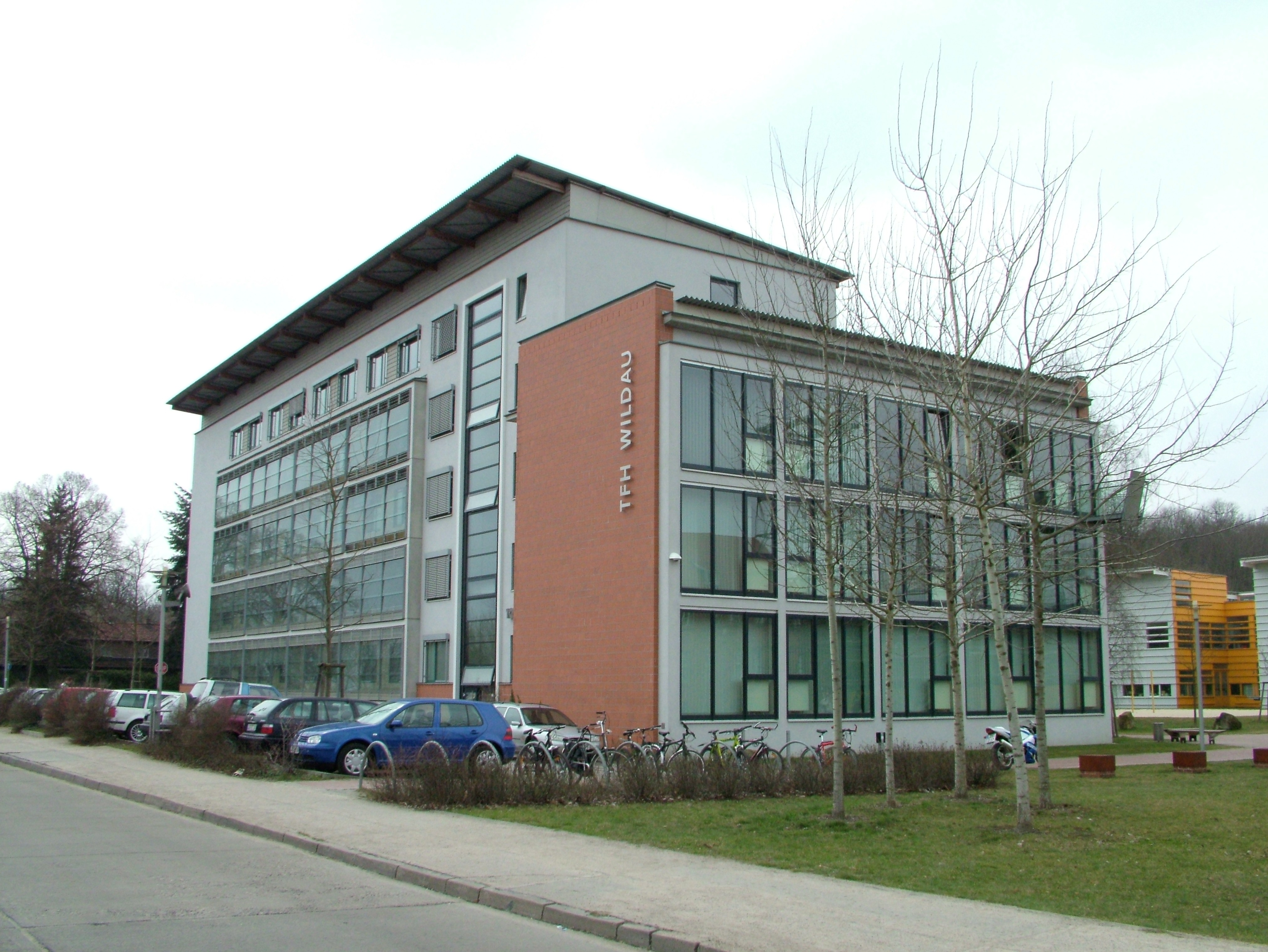
Universidad Técnica de Ciencias Aplicadas de Wildau

En la región alrededor de Wildau se ha fundado en los últimos años numerosos parques tecnológicos y empresariales, con industrias de servicios y centros logísticos, así como compañías de tecnologías energética y medioambiental. En la región hay un bonito centro comercial llamado A10.
La actividad en ingeniería mecánica de la región hasta 1990 incluía una escuela de ingeniería fundada en 1949. En 1991 el estado federal de Brandenburgo fundó la Universidad Técnica de Ciencias Aplicadas de Wildau.
En 2013 Wildau adquirió el título de ciudad y ahora es una más entre las 113 ciudades pequeñas den Brandenburg.

## Demografía
- Desarrollo de Población desde 1875 dentro de las Fronteras Actuales (Línea Azul: Población; Línea de puntos: Comparación con la evolución de la población del estado de Brandenburgo; Grey Fondo: Tiempo bajo dominio nacionalsocialista; Fondo Rojo: Tiempo bajo dominio comunista).
- Desarrollo de Población reciente (Línea Azul) y Previsiones